# Хендерсон, Флетчер
Джеймс Фле́тчер Га́мильтон Хе́ндерсон (18 декабря 1897 — 29 декабря 1952) — американский бенд-лидер, аранжировщик, композитор, пианист. Наряду с Дюком Эллингтоном считается наиболее влиятельным аранжировщиком, определившим в начале так называемой эры свинга инструментальный состав и специфический узнаваемый саунд биг-бенда.

## Биография
Флетчер Хендерсон родился в обеспеченной афроамериканской семье в Катберте, штат Джорджия. Его отец, Флетчер Х. Хендерсон Старший (1857—1943) был директором школы Howard Normal Randolph School с 1880 по 1942. Его мать, пианистка-учительница, обучала сына игре на фортепиано с 6 лет.
В 1920 году Хендерсон окончил Университет Атланты в Джорджии со степенью бакалавра по химии и математике. В том же году переехал в Нью-Йорк, где поступил в Колумбийский университет для получения степени магистра в области химии. Однако перспектива трудоустройства по специальности была очень мала и тогда Флетчер решил заняться музыкой. Первоначально Флетчер работал в фирме по изданию нот, позже выступал как пианист. В 1922 году получил приглашение на студию грамзаписи, организованную при участии У. К. Хэнди для популяризации негритянского блюзового пения. Флетчер окончательно избрал музыку в качестве своей профессии. Неоднократно гастролировал и записывался на пластинки как аккомпаниатор известных исполнительниц блюза (в начале 1920-х годов — с Э. Уотерс и Б. Смит, затем — с Кларой и «Трикси» Смит, Г. «Ма» Рэйни, И.Кокс, А. Хантер и другими).
В 1923 году Хендерсон организовал свой первый ансамбль, в котором в 1924—1925 играл Луи Армстронг, c 1924 Коулмен Хокинс и другие известные в то время духовики. Наибольшей популярности оркестр Хендерсона достиг в 1926—31 годах.
Поначалу Хендерсон пользовался аранжировками других музыкантов — прежде всего, Дона Редмена, ответственного за оркестровки в 1923—1927 гг., и Бенни Картера (в 1930—1931). В 1931—1936 годах развил собственную технику оркестровки и приобрёл в этом качестве настолько большой авторитет, что даже стал продавать свои аранжировки «на сторону», оркестрам Бенни Гудмена, Тедди Хилла, Айшема Джонса и др. В 1936—1937 годах биг-бенд Хендерсона оттеснили другие, коммерчески более успешные, оркестры, и в 1939 году он распался.
Позже Хендерсон не раз пытался создать новые оркестры, (последняя попытка была в 1950 году), но прежнего успеха на этом поприще уже не достиг. Зато весьма плодотворной была работа Хендерсона как аранжировщика и композитора в 1930—1940-е годы в оркестрах братьев Дорси, Г. Грея («Casa Loma»), Дж. Хилтона и особенно (c 1939) Бенни Гудмена.

## Избранная дискография
- Chime Blues (1921)
- I Want To (1923)
- The Unknown Blues (1923)
- First Impressions (Vol. 1, 1924–1931) (компиляция на LP, 1958)
- Swing's the Thing (Vol. 2, 1931–1934) (компиляция на LP, 1961)
- A Study in Frustration (компиляция записей 1923-1938, выпущена на 4 LP в 1961)
- Tidal Wave (компиляция на CD, 1994)
- Ken Burns Jazz: Fletcher Henderson (компиляция на CD, 2000)
- Sweet and Hot (компиляция на CD, 2007)

##### Для окестра Бенни Гудмена
- Sing, Sing, Sing (компиляция на CD, 1992)
- The Harry James Years, Vol. 1 (компиляция на CD, 1993)
- The Best of the Big Bands (1933—1946 / компиляция на CD, 1989)